# Ђуро Дробац
Ђуро Дробац (Грачац, 20. фебруар 1920 — Нови Сад, 22. децембар 1982) био је учесник Народноослободилачке борбе.

## Биографија
Рођен је 1920. године у Грачацу у Лици.
Пре Другог светског рата, био је морнарички подофицир у Војсци Краљевине Југославије.
Учесник је Народноослободилачке борбе од 27. јула 1941. године.
Од септембра 1943. био је командант Четвртог батаљона, а од 1. новембра 1944. до 7. јануара 1945. године начелник Штаба Прве личке удране бригаде.
Носилац је Партизанске споменице 1941. Умро је 22. децембра 1982. године у Новом Саду. Сахрањен је на Градском гробљу у Новом Саду.